# Vărădia
Vărădia (en hongrois : Varadia) est une commune du județ de Caraș-Severin en Roumanie.